# Pachyschelus fastidiosus
Pachyschelus fastidiosus es una especie de escarabajo joya del género Pachyschelus, familia Buprestidae. Fue descrita científicamente por Cobos en 1956.